# Западно-Сербская Федерация
За́падно-Се́рбская Федера́ция, За́падная Се́рбия (серб. Западно-Српска Федерација, Западна Србија) — проект объединения в единую независимую республику двух населённых преимущественно сербами самопровозглашённых государств на территориях республик бывшей Югославии: Республики Сербской (РС) в Боснии и Герцеговине (с января 1992) и Республики Сербская Краина (РСК) в Хорватии (с декабря 1991).
25 июня 1991 правительства двух сербских автономных областей — Краины и Босанской Краины — подписали «Договор о сотрудничестве и интеграции», включавший создание общего парламента, а 28 июня 1991 парламентами (скупщинами) Краин на совместном заседании в Босанском Грахово провозглашена «Объединительная Декларация». Тем не менее, из-за политических разногласий и сильного давления руководства Сербии провозглашённое в июне 1991 объединение в Демократическую Республику Краина не было реализовано.
Однако попытки объединить сербские земли продолжали делаться. Как шаг на пути к Великой Сербии предполагалась организация Западно-Сербской Федерации, которая была поддержана Сербской радикальной партией и другими политическими силами Сербии.
В 1994 был создан Объединённый штаб войск РС и РСК. 20 мая 1991 парламент РСК принял решение об объединении с РС. На конец мая — начало июня 1995 было запланировано совместное заседание парламентов РС и РСК для провозглашения Западно-Сербской Федерации. Однако из-за международного давления руководство Сербии принудило РС и РСК к отмене объединения.
РСК ликвидирована в августе 1995 в ходе хорватской военной операции. РС в декабре 1995 согласно международным соглашениям вошла в федеративный Союз Босния и Герцеговина.